# Te Atua Mou E
Te Atua Mou E (Nederlands: God is de waarheid) is het nationale volkslied van de Cookeilanden. Het werd ingevoerd in 1982, ter vervanging van het Nieuw-Zeelandse lied God Defend New Zealand.
De muziek werd bedacht door Sir Tom Davis, de toenmalige premier van de Cookeilanden. De tekst werd geschreven door de vrouw van Davis, Pa Tepaeru Terito Ariki Lady Davis.

## De tekst
Te Atua mou e
Ko koe rai te pu
O te pā 'enua e
'Akarongo mai
I to mātou nei reo
Te kapiki atu nei
Paruru mai
Ia mātou nei
'Omai te korona mou
Kia ngateitei
Kia vai rai te aro'a
O te pā 'enua e